# عنيبية مدغشقرية
عنيبية مدغشقرية (الاسم العلمي:Cocculus madagascariensis) هي نوع من النباتات تتبع جنس العنيبية من فصيلة البذر القمرية.